# آموزش در لبنان

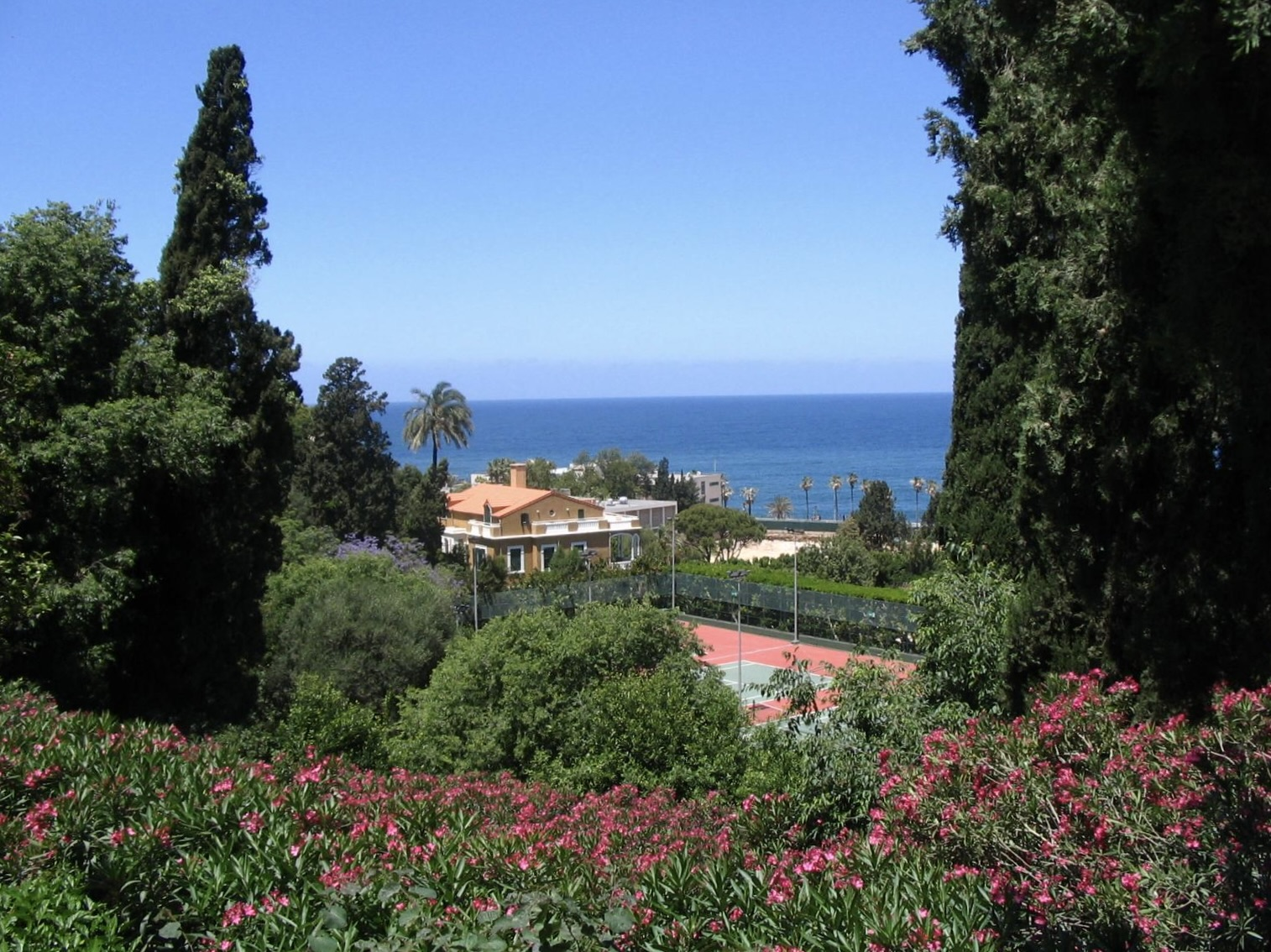
دانشگاه آمریکایی بیروت

## تاریخچه آموزش در لبنان
دو وزارتی که از اول برای آموزش در لبنان تشکیل شدند شامل وزارت آموزش و تحصیلات عالیه و آموزش فنی و حرفه‌ای برای ارتقاء سیستم آموزشی لبنان بودند. در سال ۱۹۴۶ و بعد از اعلام استقلال در ۲۶ نوامبر دولت لبنان برنامه آموزشی قدیم که از فرانسه گرفته شده بودند را عوض کرد و برنامه‌های جدید را در دستور کار قرارداد و زبان عربی را به عنوان زبان اصلی به تمامی مدارس لبنان وارد و استفاده از آن را در تمامی مقاطع تحصیلی اجباری کرد. همچنین دولت به دانش آموزان اجازه داد تا هر زبان دلخواه خود (فرانسه، انگلیسی و…) را به عنوان زبان دوم یاد بگیرند. در سال ۱۹۶۸ و ۱۹۷۱ دوباره برنامه تحصیلی عوض شد. برای هر مقطع تحصیلی هدف مشخصی در نظر گرفته شد و مواد امتحانی امتحانات عمومی به تفصیل معلوم شدند. قبل از شروع جنگ در سال ۱۹۷۵ لبنان یکی از بالاترین آمار سواد را در میان کشورهای عربی در اختیار داشت. بیش از ۸۰ درصد مردم توان خواندن و نوشتن داشتند؛ ولی بعد از آن لبنان در جنگ و آشوب قرار گرفته و مردم را رو به تحلیل برده‌است و دلیل آن جنگ داخلی و مداخلات خارجی بوده‌است. وقتی که پایان جنگ اعلام شد لبنان شروع به بازسازی فرهنگی در زمینه آموزشی کرد و با رایگان کردن تحصیل و تأمین امکانات مشوق آموزش شد. لبنان هنوز با آمار ۸۸ درصد سواد در میان کشورهای عربی در بالاترین رده قرار دارد.جالب اینکه در سال 2017 لبنان از حیث آموزش ریاضی و تجربی رده چهارم جهان و حیث کیفیت آموزشی رده نهم جهان کنار سوئد ایستاد . 

## مدارس لبنان
مدارس لبنان به سه رده تقسیم می‌شوند: مدارس خصوصی، عمومی و نیمه خصوصی، مدارس عمومی تحت اختیار وزارت آموزش و پرورش و رایگان هستند و منابع مالی آن‌ها از طریق مالیات حاصل می‌شوند. وزارت تمامی کتب مورد نیاز هر سطح تحصیلی را با قیمت پایین یا رایگان فراهم می‌کند. مدارس نیمه خصوصی که اکثراً محلی هستند بمانند مدرسه «Ecoles des Saint Coeurs» مدارسی هستند که به مانند مدارس خصوصی عمل می‌کنند ولی شهریه‌هایی به مانند مدارس دولتی دریافت می‌کنند. بقیه هزینه‌های آن‌ها را دولت از طریق سوبسید تأمین می‌کند.
تمامی مدارس ملزم هستند که برنامه تحصیلی مصوب وزارت را دنبال کنند. مدارس خصوصی مجازند دروس دیگری را بسته به نظر وزارت اضافه کنند. به‌طور مثال دروس کامپیوتر اگر چه جزء برنامه تحصیلی وزارت نیستند ولی در بسیاری از مدارس تدریس می‌شوند. در مدارسی که امکانات کامپیوتر را ندارند دانش آموزان علاقمند می‌توانند در موسسات خصوصی یا مراکز موجود در تمامی مناطق لبنان این دروس را بگذرانند.
مدارس عمومی شامل ۱۹۲ دبیرستان و ۱۱۲۵ مدرسه ابتدایی می‌شوند. ۱۶ دبیرستان مختلط هستند. در مدارس ابتدایی ۲۳۸۵۵۶ دانش آموز ثبت نام کرده‌اند و ۲۴۴۶۳ معلم در آنجا تدریس می‌کنند. در تمامی مدارس دانش آموزان دروس را از هر معلم متخصص آن درس فرا می‌گیرند و یک معلم برای کل دروس یک کلاس وجود ندارد. تعداد دانش آموزان هر کلاس بین ۱۵ نفر در بعضی مدارس خصوصی تا ۴۰ نفر در بعضی از مدارس عمومی است که معلم و امکانات کافی ندارند.

## برنامه تحصیلی در مدارس لبنان
دروس اصلی شامل ریاضی، علوم، تاریخ، تعلیمات اجتماعی، جغرافی، عربی و زبان فرانسه و انگلیسی است. معلمین نوبتی دیگر در مدرسه فیزیک، هنرور استفاده از کتابخانه (که در تمامی مدارس تدریس نمی‌شود) را آموزش می‌دهند. این موضوعات درسی به تدریج زیادتر و سخت‌تر می‌شوند. به‌طور مثال دانش آموزان کلاس ۱۱، ۱۸ موضوع مختلف درسی را فرا می‌گیرند.
دولت فهرست انتخابی را در برنامه تحصیل گنجانده که شامل ۱۱ درس در دو رشته می‌شود: رشته علوم تجربی یا علوم انسانی و ۱۲ درس دیگر در چهار رشته دیگر: علوم زیستی، علوم کلی، علوم اجتماعی و اقتصاد و علوم انسانی و ادبیات. گزینه‌هایی که در هر رشته قرار دارند از لحاظ تعداد موضوعات درسی دچار تغییر نشده‌اند؛ ولی موضوعات درسی که در این برنامه آموزشی قرار ندارند از لحاظ نمده و انسجام جدی محسوب نمی‌شود. در حالیکه دروسی که در بین این رشته‌ها آموزش داده می‌شوند چالش برانگیزد و در نمره نهایی تأثیرگذار هستند.
دانش آموزان سه مقطع تحصیلی را پشت سر می‌گذارند:
- مقطع ابتدایی - شش سال
- مقطع راهنمایی- سه سال، دانش آموزان مدرک راهنمایی را در پایان کسب می‌کنند (درجه افتخاری لبنان)
- مقطع دبیرستان- سه سال، دانش آموزان پس از موفقیت در امتحانات مدرک دیپلم را در یکی از چهار رشته مربوطه دریافت می‌کنند.[۲]

تمامی این سه مقطع تحصیلی به رایگان سپری خواهند شد و اجباری هستند .

## دانشگاه‌ها و کالج‌ها

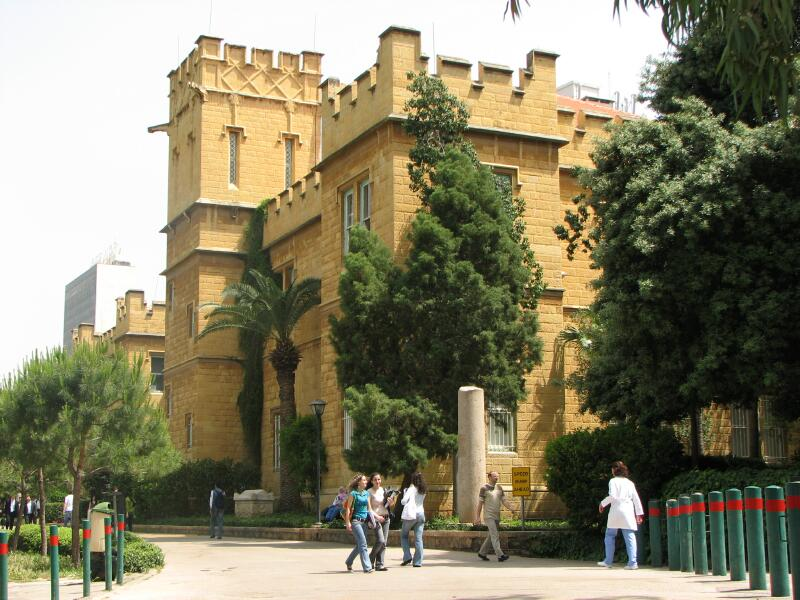
دانشگاه آمریکایی ّبیروت. AUB. با کسب مجوز

بعد از دبیرستان، محصلان می‌توانند به تحصیل در دانشگاه، کالج، موسسات یا هنرستان‌های عالی مشغول شوند. مدت تحصیل در هر کدام فرق می‌کند.
لبنان ۲۱ دانشگاه دارد که دانشگاه آمریکایی بیروت AUB، دانشگاه آمریکایی لبنان و
دانشگاه نوتردام در بیروت (NDU) از نظر بین‌المللی شناخته شده‌اند. AUB اولین دانشگاه انگلیسی زبان بود که در لبنان گشایش یافت اکنون هم بهترین دانشگاه منطقه به شمار می آید .  در حالی که اولین دانشگاه فرانسوی دانشگاه سنت جوزف بود. این ۲۱ دانشگاه که هم عمومی و هم خصوصی هستند با زبان‌های عربی، فرانسه یا انگلیسی که زبان‌های عام لبنان هستند کار می‌کنند. ۴ مؤسسه فرانسه ۷ مؤسسه انگلیسی را مؤسسه ارمنی نیز وجود دارند. کلا این مدارس همچنین به زبان عربی که زبان اصلی است نیز تدریس می‌کنند، با این حال زبان رسمی هر مؤسسه برای تدریس برنامه‌ها درسی شان مورد استفاده قرار می‌گیرد.
در دانشگاه‌های انگلیسی زبان محصلانی که از دبیرستانهایی فارغ‌التحصیل شده‌اند که زبان انگلیسی آمریکایی را یاد می‌داده‌اند وارد سطح اول دانشگاه می‌شوند تا مدرک معادل دیپلم را وزارت تحصیلات عالیه لبنان دریافت کنند. این دوره آن‌ها را مجاز به ادامه تحصیل در مقاطع بالاتر می‌کند. این محخصلان ملزم هستند که قبلاً برای ورود به کالج مدرک ساتی و SATII را به جای مدرک موفقیت در امتحانات رسمی را گرفته باشند. از سویی دیگر محصلانی که از مدارسی فارغ‌التحصیل شده‌اند که مطابق با سیستم آموزشی لبنان کار کرده‌اند مستقیماً وارد دوره سال دوم دانشگاه می‌شوند. این محصلان باید مردک SATI و نه مدرک SATII را گرفته باشند. این مطلب به زودی تکمیل می‌شود